# デヴィッド・スズキ
デヴィッド・タカヨシ・スズキ（David Takayoshi Suzuki、鈴木 孝義、1936年3月24日 - ）はカナダの生物学者、科学番組キャスター、環境問題活動家、ブリティッシュコロンビア大学名誉教授。

## 生い立ち
ブリティッシュコロンビア州バンクーバーでクリーニング屋を営む日系人の両親の元で生まれた。
1939年に第二次世界大戦が始まり、その二年後、デイヴィッド五歳のとき、デイヴィッドを含む日系カナダ人たちはロッキー山脈の強制収容所に送られ、戦争が終わる1945年までそこで暮らしていた。デイヴィッドが送られた当時、学校が建てられていなかったため、デイヴィッドはよく外で遊んだ。森を散歩し、野生の動物を見て、魚釣りをしたりしていた。デイヴィッドは自然との親しみを学び、こよなく愛するようになった。
その二年後、学校が建設され、デイヴィッド七歳の時、そこで1年生から学習した。学校に通う子供たちはほとんど日本語を身につけていたが、英語のみしか話せないデイヴィッドは孤独だった。
戦後の1945年デイヴィッド九歳の時、デイヴィッド一家はカナダ、オンタリオの小さな町に引っ越した。そこでもデイヴィッドは外によく出て、昆虫採集や、きのこ採集をしていたという。デイヴィッドは高校1年生になるまでの7年間、その町で暮らし、その後は同州のロンドンに住んだ。

## 来歴
ロンドン (オンタリオ州)に有る高校を卒業後、アメリカのアマースト大学とシカゴ大学で動物学、遺伝学を学ぶ。1961年にシカゴ大学から動物学の博士号を取得。1963年から2001年に引退するまでブリティッシュコロンビア大学で教鞭を執る。
1979年からカナダ放送協会の人気テレビ番組「ネイチャー・オブ・シングス」シリーズを担当することになる。世界中でおよそ50ヵ国で放送される長寿番組である。
1990年にNPO団体デヴィッド・スズキ基金を設立。2004年、大規模に行われた国民投票で「現存する最も偉大なカナダ人」に選ばれた。
カナダで最高の栄誉であるカナダ勲章、2009年にはライト・ライブリフッド賞、1986年に国際連合教育科学文化機関のカリンガ賞、その他数多くの賞を受賞する。英語圏の大学を中心に20数に登る名誉学位を授与される。
1992年、当時12歳の時に、環境サミットで歴史的な演説をしたセヴァン・カリス＝スズキは実娘。

## 書籍
- 『地球家族 未来への選択』デヴィッド・スズキ、日本放送出版協会 (1992) ISBN 978-4140800591
- 『子どもと楽しむエコ遊び』デヴィッド・スズキ、家の光協会 (2003) ISBN 978-4259560393
- 『生命の聖なるバランス―地球と人間の新しい絆のために』デヴィッド・スズキ、日本教文社　(2003) ISBN 978-4531081363
- 『グッド・ニュース―持続可能な社会はもう始まっている』デヴィッド・スズキ、ホリー・ドレッセル共著、ナチュラルスピリット (2006) ISBN 978-4931449893
- 『きみは地球だ デヴィッド博士の環境科学入門』デヴィッド･スズキ、キャシィ･ヴァンダーリンデン共著、大月書店 (2007) ISBN 978-4272330515
- 『いのちの中にある地球』デヴィッド・スズキ、日本放送出版協会 (2010) ISBN 978-4140814369

## 映画
- 『デヴィッド・スズキ フォース・オブ・ネイチャー』カナダ映画（2010年トロント国際映画祭 国際ドキュメンタリー部門 観客賞受賞）